# Onslaught (videojuego de 2009)
Onslaught es un videojuego para WiiWare creado por Hudson Soft en el año 2009. Su precio es de 1000 puntos (10 euros) y se obtiene descargándolo en la tienda Wii.

## Argumento
Onslaught te sitúa en medio de una futurista guerra entre los humanos e insectos alienígenas, te conviertes en parte de la fuerza de élite de asalto interestelar tras perder el contacto con el resto en un planeta lejano en el que te tendrás que abrir paso luchando contra una sobrecogedora invasión de formas de vida alienígenas.

## Modo campaña
Trece Misiones diferentes, muy variadas y entretenidas en las que contaremos con la ayuda de dos agentes de la fuerza interestelar que nos seguirán y ayudarán donde vayamos. También posee 4 diferentes modos de dificultad.

## Modo en línea
Pueden jugar 4 jugadores diferentes en línea en las dos modalidades diferentes, batalla, que compites con los demás jugadores en haber quien saca más puntos y batalla libre en la que los demás jugadores serán tus aliados ya sean amigos o jugadores del resto del mundo. Además, dispone una clasificación en la que podemos ver en que posición estamos ante todos los jugadores del juego.
- Datos: Q3283428